# Stracciatella (Eissorte)

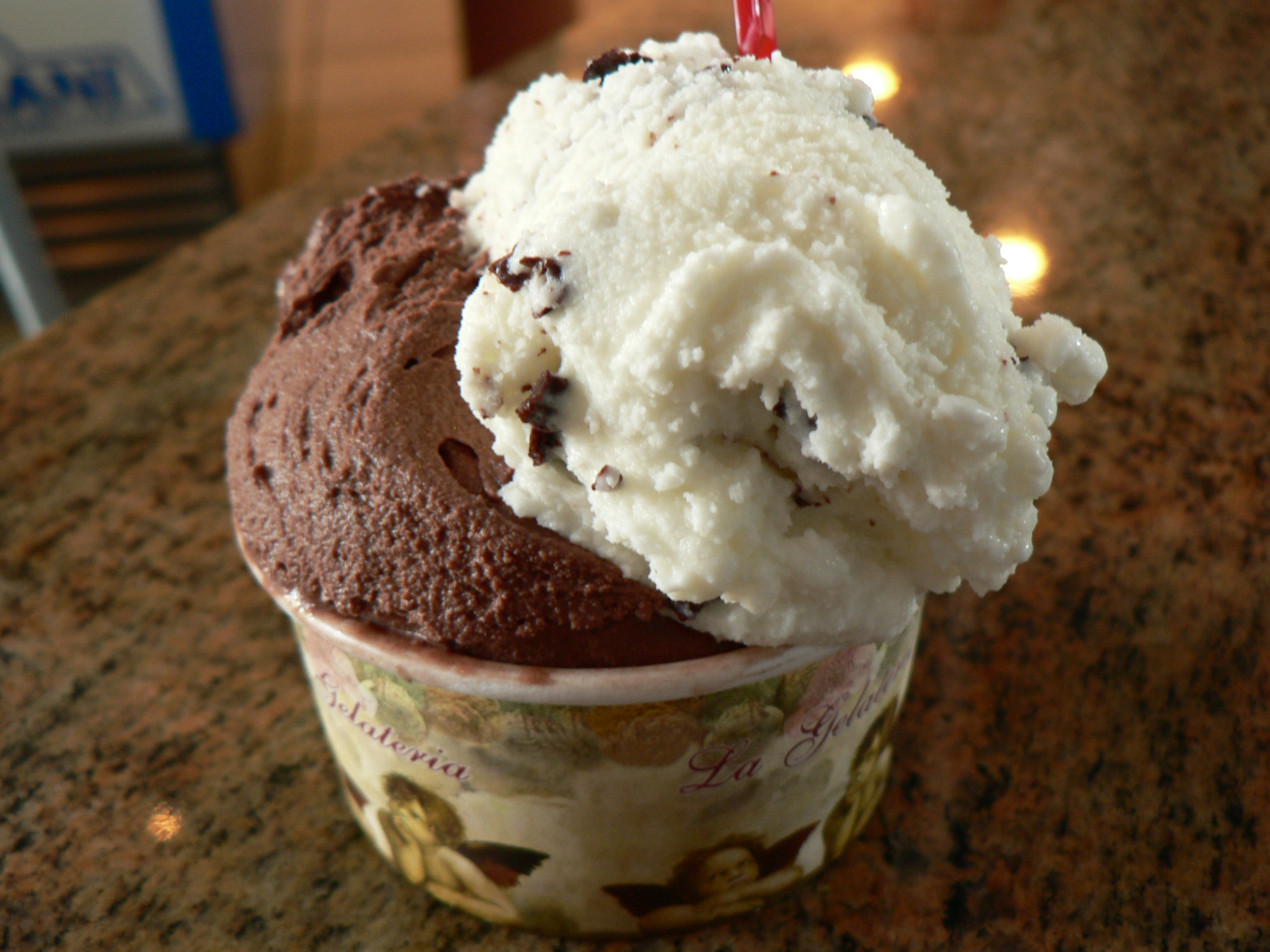
Stracciatella-Eis auf Schokoladeneis

Stracciatella (stratʃaˈtɛlla, von ital. stracciare, „zerreißen“) ist eine Sorte Speiseeis, die vornehmlich aus Milchspeiseeis besteht und mit feinen, unregelmäßigen Stücken Schokolade durchsprenkelt ist. Es stammt ursprünglich aus Bergamo in der Lombardei und ist eine der bekanntesten italienischen Eissorten.

## Beschreibung
Bei der Herstellung von Stracciatella-Eis wird gegen Ende des Rührvorgangs geschmolzene Schokolade in einfaches Milchspeiseeis geträufelt. Beim Kontakt mit dem kalten Eis verfestigt sich die Schokolade und wird anschließend zerbrochen und mit einem Teigschaber untergerührt. Durch das Unterrühren entstehen die kleinen Schokoladenstückchen, die für die Eiscremesorte namensgebend sind. Ursprünglich wurde Stracciatella-Eis mit einfachem Milchspeiseeis zubereitet, moderne Interpretationen nutzen Vanille- oder Schokoladeneis als Basis.

## Ursprung
1961 erfand Enrico Panattoni, Eigentümer des Restaurants La Marianna in Bergamo, das Eis. Panattoni zufolge kam ihm die Idee, als er es leid war, Eier in Brühe zu rühren, weil zunehmend Kunden nach der aus Rom bekannten Stracciatella-Suppe fragten.